# Премия «Грэмми» за лучшее сольное кантри-исполнение

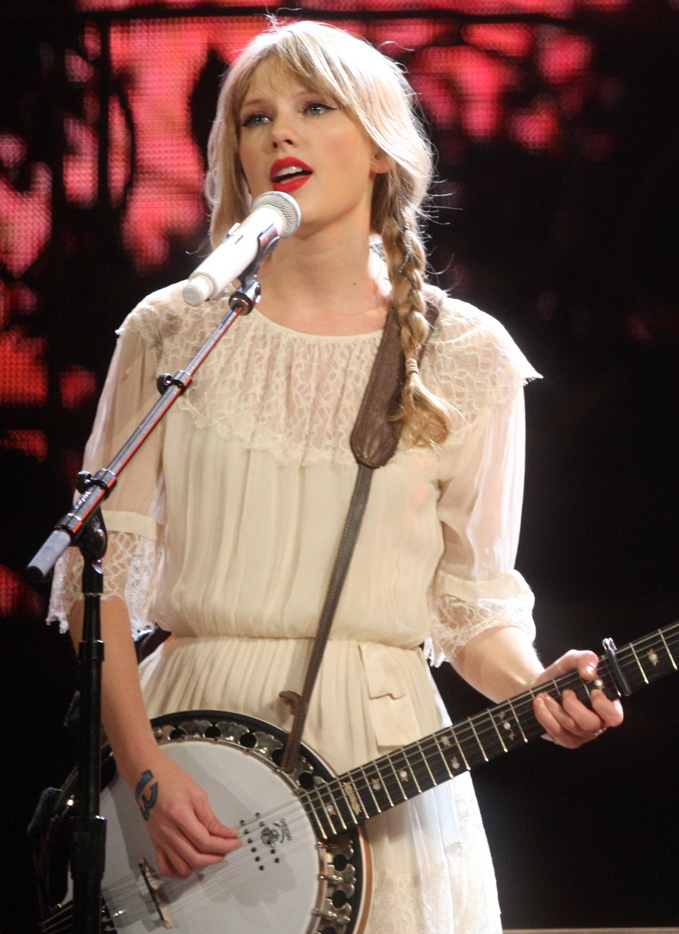
Тейлор Свифт с песней «Mean» стала первой победительницей в этой категории на церемонии 2012 года.

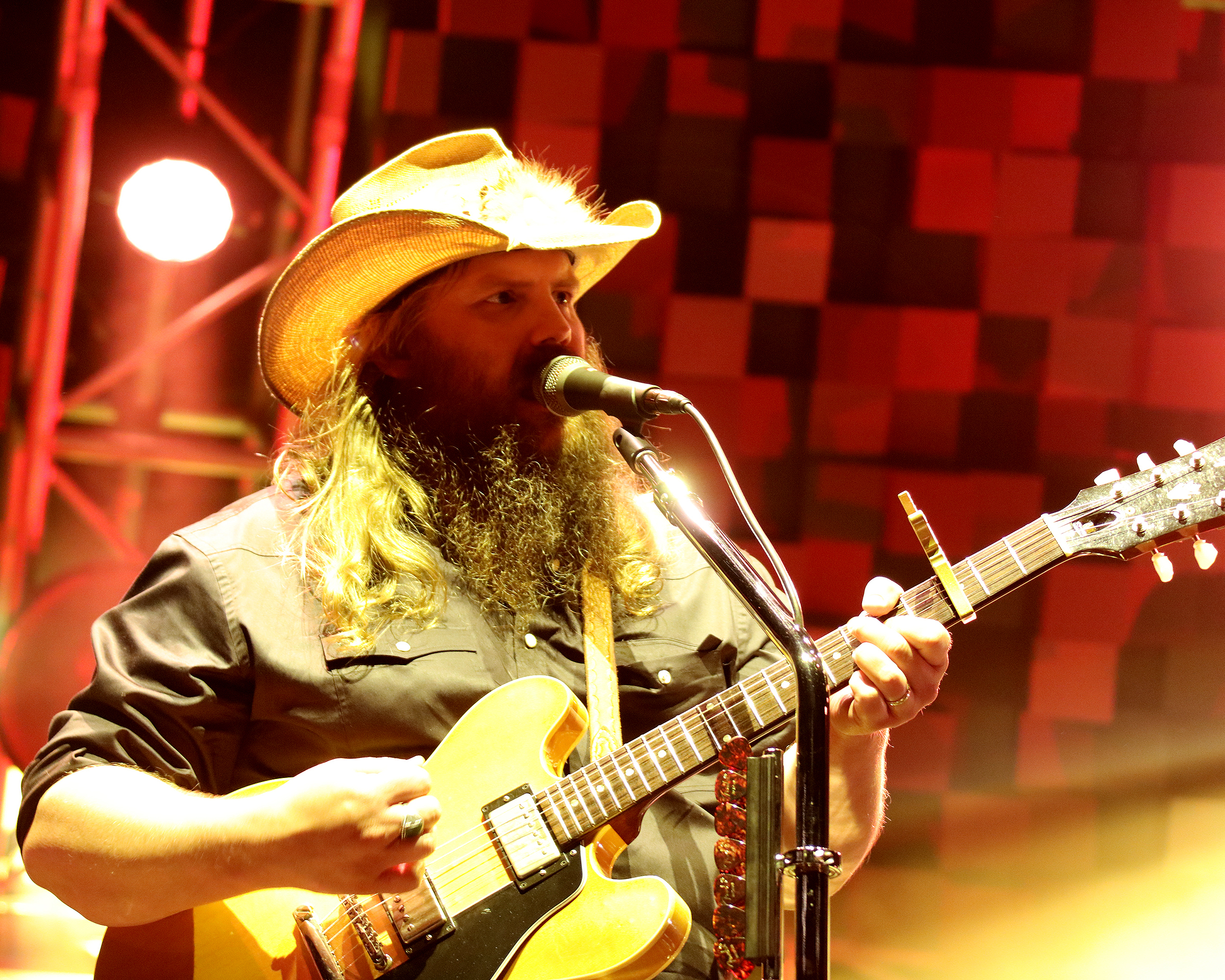
Крис Стэплтон стал лауреатом в 2016, 2018, 2022 и 2024 годах.

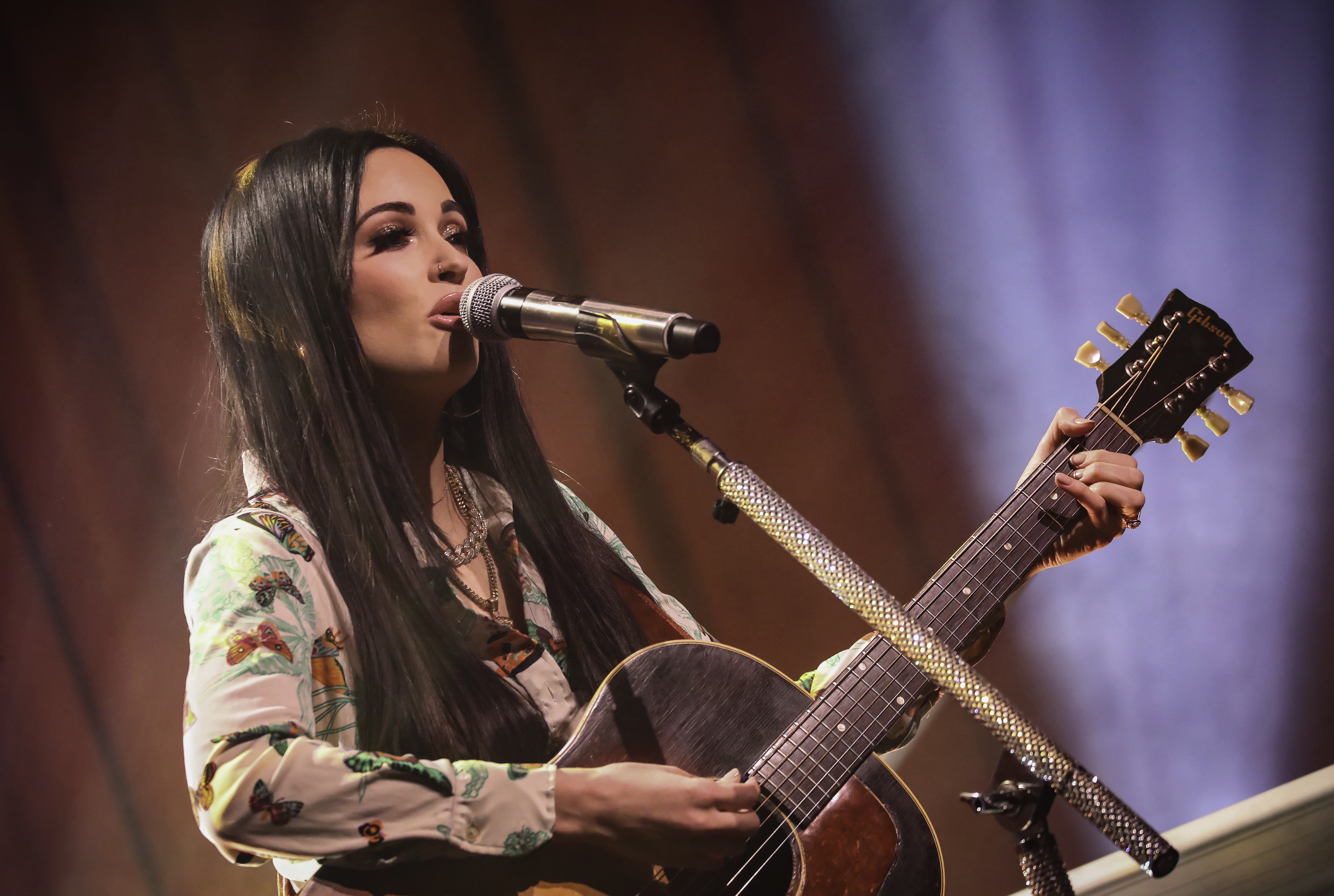
Кейси Масгрейвс победила в 2019 году с песней «Butterflies», трек с альбома Golden Hour.

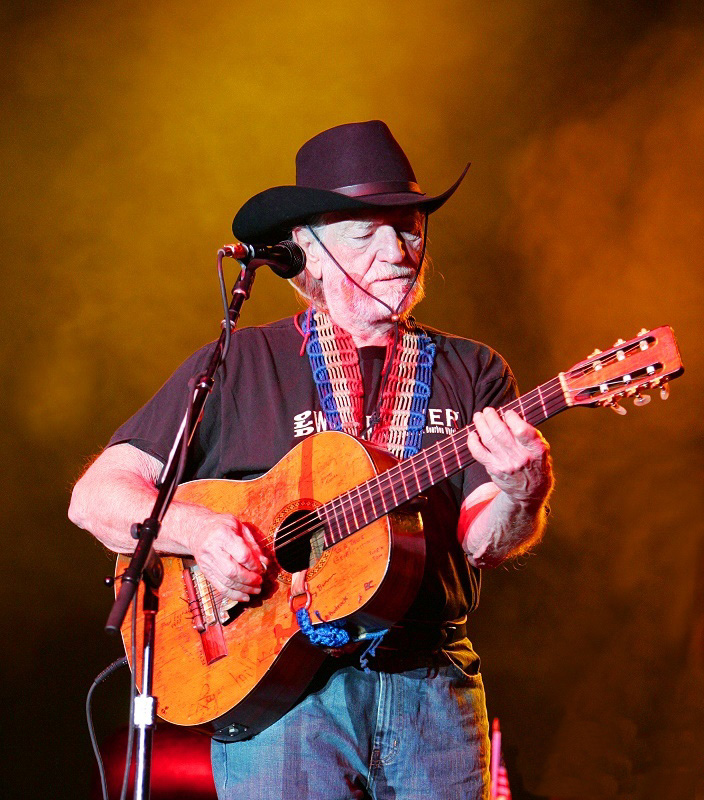
Ветеран кантри певец Вилли Нельсон победил в 2020 и 2023 годах.

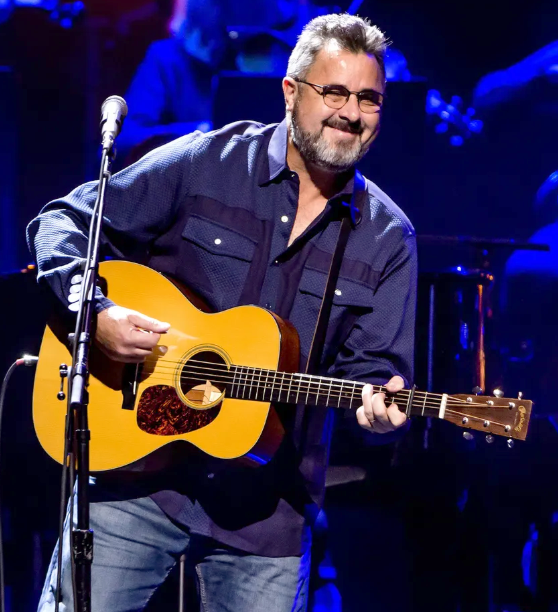
Победитель 2021 года Винс Гилл ранее уже имел 9 наград в категории За лучшее мужское вокальное кантри-исполнение.

Премия «Грэмми» за лучшее сольное кантри-исполнение (англ. Grammy Award for Best Country Solo Performance) — премия предназначенная для сольных исполнителей (певцов или певиц) в жанре кантри-музыки за их лучшие вокальные или инструментальные записи и ограничено синглами или треками.
Вручается на ежегодной церемонии в США с 2012 года. Одна из самых престижных наград в современной кантри-музыке. Ежегодная церемония награждения премией «Грэмми» проводится Национальной академией искусств и науки звукозаписи США. Награда была основана в 1958 году.
Эта номинация возникла в 2012 году и включила в себя три категории, ранее известные как Лучшее женское вокальное кантри исполнение (1965—2011), Лучшее мужское вокальное кантри исполнение (1965—2011) и Лучшее инструментальное кантри исполнение (1970—2011). Реструктуризация этих категорий стала результатом сокращения общего их числа, проведённого Национальной академией искусств и науки звукозаписи США при объединении близких номинаций.

## История

### 2010-е годы
| Год  | Исполнитель     | Страна | Работа                   | Номинанты | Ссылка        |
| ---- | --------------- | ------ | ------------------------ | --- | ------------- |
| 2012 | Тейлор Свифт    | США    | «Mean»*                  | - Джейсон Олдин — «Dirt Road Anthem» - Мартина МакБрайд — «I'm Gonna Love You Through It» - Блейк Шелтон — «Honey Bee» - Кэрри Андервуд — «Mama's Song» | [ 5 ]         |
| 2013 | Кэрри Андервуд  | США    | «Blown Away»*            | - Диркс Бентли — «Home» - Эрик Чёрч — «Springsteen» - Ronnie Dunn — «Cost of Livin'» - Хантер Хейз — «Wanted» - Блейк Шелтон — «Over»                   | [ 6 ]         |
| 2014 | Дариус Ракер    | США    | «Wagon Wheel»            | - Блейк Шелтон — «Mine Would Be You» | [ 7 ]         |
| 2015 | Кэрри Андервуд  | США    | «Something in the Water» | - Кит Урбан — «Cop Car» | [ 8 ]         |
| 2016 | Крис Стэплтон   | США    | «Traveller»              | - Cam — «Burning House» - Кэрри Андервуд — «Little Toy Guns» - Кит Урбан — «John Cougar, John Deere, John 3:16» - Ли Энн Вомак — «Chances Are»          | [ 9 ]         |
| 2017 | Марен Моррис    | США    | «My Church»              | - Брэнди Кларк — «Love Can Go To Hell» - Кэрри Андервуд — «Church Bells» - Кит Урбан — «Blue Ain't Your Color» - Миранда Ламберт — «Vice»               | [ 10 ]        |
| 2018 | Крис Стэплтон   | США    | «Either Way»             | - Сэм Хант — «Body Like a Back Road» - Элисон Краусс — «Losing You» - Миранда Ламберт — «Tin Man» - Марен Моррис — «I Could Use a Love Song»            | [ 11 ] [ 12 ] |
| 2019 | Кейси Масгрейвс | США    | «Butterflies»            | - Лоретта Линн — «Wouldn’t It Be Great?» - Марен Моррис — «Mona Lisas and Mad Hatters» - Крис Стэплтон — «Millionaire» - Кит Урбан — «Parallel Line»    | [ 13 ] [ 14 ] |

### 2020-е годы
| Год  | Исполнитель   | Страна | Работа                      | Номинанты | Ссылка |
| ---- | ------------- | ------ | --------------------------- | --- | ------ |
| 2020 | Вилли Нельсон | США    | «Ride Me Back Home»         | - Эшли Макбрайд — «Girl Goin' Nowhere» - Tyler Childers — «All Your’n» - Блейк Шелтон — «God’s Country» - Таня Такер — «Bring My Flowers Now»            | [ 15 ] |
| 2021 | Винс Гилл     | США    | «When My Amy Prays»         | - Эрик Чёрч — «Stick That in Your Country Song» - Брэнди Кларк — «Who You Thought I Was» - Миранда Ламберт — «Bluebird» - Микки Гайтон — «Black Like Me» | [ 16 ] |
| 2022 | Крис Стэплтон | США    | «You Should Probably Leave» | - Люк Комбс — «Forever After All» - Микки Гайтон — «Remember Her Name» - Джейсон Исбелл — «All I Do Is Drive» - Кейси Масгрейвс — «Camera Roll»          | [ 17 ] |
| 2023 | Вилли Нельсон | США    | «Live Forever»              | - Келси Баллерини — «Heartfirst» - Зак Брайан — «Something in the Orange» - Миранда Ламберт — «In His Arms» - Марен Моррис — «Circles Around This Town»  | [ 18 ] |
| 2024 | Крис Стэплтон | США    | «White Horse»               | - Тайлер Чилдерс — «In Your Love» - Брэнди Кларк — «Buried» - Люк Комбс — «Fast Car» - Долли Партон — «The Last Thing On My Mind»                        | [ 19 ] |
| 2025 | Крис Стэплтон | США    | «It Takes a Woman»          | - Бейонсе — «16 Carriages» - Jelly Roll — «I Am Not Okay» - Кейси Масгрейвс — «The Architect» - Shaboozey — «A Bar Song (Tipsy)»                         | [ 20 ] |

[*] — также выиграла в категории «Лучшая кантри-песня».